# 山田圭介 (俳優)
山田 圭介（やまだ けいすけ、1903年〈明治36年〉7月21日 - 没年不詳）は、日本の俳優、元女形である。戦前・戦中は剣劇の名座長として浅草公園劇場など各座で活躍し、戦後は映画、テレビドラマの脇役俳優として多くの作品に出演した。

## 来歴・人物
1903年（明治36年）7月21日に生まれる。
1918年（大正7年）、新派の第二成美団に入団して初舞台を踏み、以後関西各座に出演する。1921年（大正10年）、招聘により日活向島撮影所に入所し、映画デビューを果たすが、同所での出演作品は不明である。その後、1922年（大正11年）12月に同所を連袂退社した衣笠貞之助、藤野秀夫、東猛夫ら元幹部俳優が国活巣鴨撮影所に引き抜かれたと同時に、山田も同所へ移籍し、翌1923年（大正12年）2月22日に公開された村田実監督映画『父の罪』などに端役出演。ところが、兼ねての国活の経営危機に伴い間も無く退社、山田は舞台に戻った。
1924年（大正13年）、自ら山田圭介一座（東京国民座）を組織し、現在の大阪府大阪市中央区にあった中座などに出演する。1931年（昭和6年）以降は剣劇に転じ、現在の東京都台東区にあった浅草観音劇場、浅草公園劇場に出演した後、兵庫県神戸市兵庫区にあった神戸松竹座など地方各地を巡業。籠寅興行部に所属していた酒井淳之助一座、女剣劇の不二洋子一座をはじめ、尾上松之助、大河内俊雄、河上欣也ら各一座の座長と共演し、大いに活躍した。
第二次世界大戦終結後も地方巡業を続けていたが、1950年代からは東映東京撮影所を経て東宝の専属俳優となり、1957年（昭和32年）8月25日に公開された谷口千吉監督映画『最後の脱走』をはじめ、多くの作品に脇役・端役として出演。特に特撮映画では、1958年（昭和33年）10月14日に公開された本多猪四郎監督映画『大怪獣バラン』をはじめ、ノンクレジット作品を含め大臣役や防衛隊幹部役などを多く演じた。後年は東京俳優生活協同組合に所属していたが、1976年（昭和51年）7月29日に放映された日本教育テレビ（現在のテレビ朝日）系列のスペシャルドラマ『落日燃ゆ』に出演して以降の出演作品が見当たらず、晩年の消息は不明である。没年不詳。
テレビドラマデータベース、東宝の映画資料データベースにおいて、山田圭介 (1985年生)との混同がみられる。

## 出演作品

### 国活巣鴨撮影所
全て製作は「国活巣鴨撮影所」、配給は「国活」、全てサイレント映画である。
- 父の罪（1923年、村田実監督）
- 愛情の極み（1923年、坂田重則監督）

### 東映東京撮影所
特筆以外、全て製作は「東映東京撮影所」、配給は「東映」である。
- 懐かしのメロディー 二人は若い（1954年、津田不二夫監督）
- 懐かしのメロディー あゝそれなのに（1954年、津田不二夫監督）
- 懐かしのメロディー うちの女房にゃ髭がある（1954年、津田不二夫監督）
- 母を尋ねて幾山河（1954年、小石栄一監督） - 役者・団九郎
- 鼻の六兵衛（1956年、津田不二夫監督） - 有馬玄蕃頭

### 東宝
特筆以外、全て製作・配給は「東宝」である。
- 忘却の花びら 完結篇（1957年、杉江敏男監督） - 医者
- 最後の脱走（1957年、谷口千吉監督） - 渥美集団長
- 智恵子抄（1957年、熊谷久虎監督）
- 二宮尊徳の少年時代（1957年、村山新治監督） - 名主[注釈 1]
- 柳生武芸帳 双竜秘剣（1958年、稲垣浩監督）
- 女殺し油地獄（1958年、堀川弘通監督）
- 美女と液体人間（1958年、本多猪四郎監督） - 対策会議出席者[要出典][注釈 2]
- 大怪獣バラン（1958年、本多猪四郎監督） - 自衛隊幹部[7]
- すずかけの散歩道（1959年、堀川弘通監督）
- 暗黒街の顔役（1959年、岡本喜八監督） - カジノバーの客[2][注釈 2]
- 殺人魔の接吻（1959年、斎村和彦監督） - 門脇光蔵[注釈 3]
- 上役 下役 ご同役（1959年、本多猪四郎監督）
- 宇宙大戦争（1959年、本多猪四郎監督） - 会議出席者
- 非情都市（1960年、鈴木英夫監督） - 坂上
- ガス人間第一号（1960年、本多猪四郎監督） - 警視庁幹部2[1][2][8]
- 黒い画集 第二話 寒流（1961年、鈴木英夫監督） - 銀行重役
- 妖星ゴラス（1962年、本多猪四郎監督） - 政府関係者[要出典][注釈 2]
- キングコング対ゴジラ（1962年、本多猪四郎監督） - 海上自衛隊幹部[2][注釈 2]
- 太平洋の翼（1963年、松林宗恵監督） - 作戦参謀[要出典][注釈 2]
- 青島要塞爆撃命令（1963年、古澤憲吾監督） - 参謀[要出典][注釈 2]
- マタンゴ（1963年、本多猪四郎監督） - 東京医学センターの医師C[1][2][9]
- 海底軍艦（1963年、本多猪四郎監督） - 防衛庁幹部[2]
- モスラ対ゴジラ（1964年、本多猪四郎監督） - 警察幹部[10]
- 日本一のホラ吹き男（1964年、古澤憲吾監督） - 重役
- 非行少年（1964年、河辺和夫監督） - 校長[注釈 4]
- 三大怪獣 地球最大の決戦（1964年、本多猪四郎監督） - 総理大臣[2][注釈 2]
- 大冒険（1965年、古澤憲吾監督） - 大臣[要出典][注釈 2]
- 肉体の学校（1965年、木下亮監督） - 元男爵
- 怪獣大戦争（1965年、本多猪四郎監督） - 政府関係者[要出典][注釈 2]
- フランケンシュタインの怪獣 サンダ対ガイラ（1966年、本多猪四郎監督） - 航空幕僚長[要出典][注釈 2]
- 日本のいちばん長い日（1967年、岡本喜八監督） - 閣僚

### テレビドラマ
- 鉄腕アトム 第五部（1960年3月5日 - 5月28日放映、フジテレビ系列） - 気体人間
- 犯人は此の中に居る（1960年5月1日放映、フジテレビ系列）
- タケダアワー（TBSテレビ系列）
  -     - ウルトラシリーズ
    - ウルトラQ（1966年）
      - 第1話「ゴメスを倒せ!」（1月2日放映） - 学者
      - 第27話「206便消滅す」（7月3日放映） - 206便乗客（サングラスの乗客）

  - ウルトラマン 第18話「遊星から来た兄弟」（1966年11月13日放映） - 政府役人
  - 怪奇大作戦 第24話「狂鬼人間」（1969年2月23日放映） - 旅館の男[注釈 5]
- 戦え! マイティジャック 第20話「宇宙忍者をあばき出せ」（1968年11月16日放映、フジテレビ系列） - 第三原子力発電所関係者
- 無用ノ介 第12話「処刑前無用ノ介は走る」（1969年6月7日放映、フジテレビ系列） - 検使番
- 木下恵介・人間の歌シリーズ（TBSテレビ系列）
  - 俄 浪華遊侠伝
    - 第4回（1970年8月6日放映）
- 仮面ライダー 第96話「本郷猛 サボテン怪人にされる!?」（1973年1月27日放映、日本教育テレビ系列） - 科学者
- おんな家族（1974年4月2日 - 1974年9月24日放映、TBSテレビ系列）
- 笹沢左保シリーズ 八州犯科帳 第9回「女坂から来た女」（1974年6月1日放映、フジテレビ系列）
- 寺内貫太郎一家 第20話（1974年5月29日放映、TBSテレビ系列） - 三津田
- 華麗なる一族（1974年10月1日 - 1975年3月25日放映）
- ザ・スペシャル / 落日燃ゆ（1976年7月29日放映、日本教育テレビ系列）